# Oomara locustae
Oomara locustae är en stekelart som beskrevs av Vittorio Luigi Delucchi 1964. Oomara locustae ingår i släktet Oomara och familjen puppglanssteklar.
Artens utbredningsområde är Madagaskar. Inga underarter finns listade i Catalogue of Life.